# Totò e i re di Roma
Pour plus de détails, voir Fiche technique et Distribution.
Totò e i re di Roma (traduction littérale en français : Totò et les rois de Rome) est un film de comédie italien  réalisé par Mario Monicelli et Steno sorti en 1952.

## Synopsis
Ercole Pappalardo (Totò), marié et père de cinq filles, est un petit employé de l'administration qui n'est pas satisfait de sa condition et cherche par tous les moyens à gravir les échelons. Malgré toute sa volonté, tout va mal se passer. Les faits coquasses se multiplient : il crache accidentellement au visage d'un ministre, l'insulte par l’intermédiaire d'un perroquet. De plus, il n'a pas les diplômes requis pour son poste. Il passe alors des examens mais il est recalé. Ercole Pappalardo, après tous ces événements tragi-comiques, décide de prendre une décision radicale, celle de mourir : depuis l'au-delà, il communiquera les numéros gagnants du lotto à sa femme. Mais dans l'au-delà, cela n'est pas permis et il va être châtié. Cependant, quand le juge apprend qu'Ercole a travaillé pendant trente ans dans un ministère, il l’envoie directement au paradis.... Finalement, tout cela n'était qu'un rêve.

## Fiche technique
- Titre : Totò e i re di Roma
- Réalisation :Mario Monicelli - Steno
- Scénario : Ennio De Concini, Dino Risi, Peppino De Filippo, Steno, Mario Monicelli
- Photographie :Giuseppe La Torre
- Montage : Adriana Novelli
- Musique : Nino Rota
- Costumes : Giuliano Paci
- Scénographie : Alberto Tavazzi
- Producteur : 	Romolo Laurenti
- Société de production :Golden Films-Humanitas Film (Rome)
- Pays de production :  Italie
- Langue : Italien
- Format : N/B  - 1.37 : 1 - Mono
- Genre : Comédie
- Durée : 104 minutes
- Dates de sortie : 
  - Italie : 17 octobre 1952

## Distribution
- Totò : Ercole Pappalardo
- Alberto Sordi : Palocco, maître d'école
- Giulio Stival : Son excellence Langherozzi-Schianchi
- Pietro Carloni : Capasso, chef de bureau
- Aroldo Tieri : Ferruccio
- Lilia Landi : la comtesse au Sistina
- Giulio Calì : le trompettiste
- Eduardo Passarelli
- Mario Castellani : Corrado
- Celeste Almieri